# Megan Neyer
Megan Neyer (* 11. Juni 1962 in Ashland) ist eine ehemalige US-amerikanische Wasserspringerin. Sie startete im Kunstspringen vom 1-m- und 3-m-Brett und im 10-m-Turmspringen. Neyer dominierte zu Beginn der 1980er-Jahre auf nationaler Ebene das Kunstspringen, im Jahr 1982 wurde sie zudem die erste und bislang einzige US-amerikanische Weltmeisterin vom 3-m-Brett.
Neyer zog schon früh nach Mission Viejo und trat für den Verein Mission Viejo Nadadores an, wo sie von Ron O’Brien am dortigen Leistungszentrum trainiert wurde. Im Jahr 1978 gewann sie ihren ersten nationalen Meistertitel. Bei der nationalen Ausscheidung für die Olympischen Spiele 1980 in Moskau überraschte sie die Konkurrenz und siegte vom 3-m-Brett sowie vom 10-m-Turm. Letztlich verpasste sie jedoch die Teilnahme durch den Olympiaboykott.
Neyer erreichte bei der Weltmeisterschaft 1982 in Guayaquil ihren sportlich größten Erfolg. Sie errang vom 3-m-Brett den Weltmeistertitel. Bei den Panamerikanischen Spielen 1983 in Caracas wurde sie Vierte vom 10-m-Turm. Für die Olympischen Spiele 1984 konnte sie sich national nicht qualifizieren. Neyer nahm sich danach eine Auszeit vom Wasserspringen und trat fast zwei Jahre lang nicht mehr bei internationalen Wettkämpfen an. Bei den Panamerikanischen Spielen 1987 in Indianapolis gewann sie vom 3-m-Brett die Silbermedaille. Sie beendete ihre aktive Karriere im Jahr 1988, nachdem sie die nationale Olympiaausscheidung aufgrund einer Schulterverletzung verpasste. Insgesamt errang Neyer zwischen 1978 und 1988 fünfzehn nationale Titel. Sie wurde in die Ruhmeshalle des Wasserspringens aufgenommen. Nach Ende ihrer Karriere wurde bekannt, dass Neyer lange unter Bulimie litt.
Im Jahr 1982 nahm Neyer ein Studium an der University of Florida auf und startete für das Sportteam der Universität, die Gators. Sie erreichte bis zu ihrem Abschluss im Jahr 1986 acht Collegetitel vom 1-m- und 3-m-Brett und gehört damit bis heute zu den erfolgreichsten Wasserspringern im Collegebereich.